# Tor des Géants
Il TOR330 - Tor des Géants (pron. fr. AFI: [tɔʁ de ʒeɑ̃]; che significa giro dei giganti in patois valdostano) è una gara di trail di categoria XXL che si svolge in Valle d'Aosta nel mese di settembre.
Per la decima edizione, denominata TORX, oltre alla prova principale di 330 km e al TOR130 - Tot Dret di 140 km e 12000 d+, sono stati aggiunti il TOR450 - Tor des Glaciers (che significa giro dei ghiacciai in patois valdostano), una gara di 450 km aperta solamente a 100 atleti che in precedenza avevano già concluso il TOR330, e il TOR30 - Passage au Malatra, una gara da 30 km e 2000D+ con partenza a Saint-Rhémy-en-Bosses e passaggio a 3000 metri di altitudine al col de Malatra prima di scendere verso Courmayeur. Nel 2019, la prima edizione di questa gara più corta ha visto tagliare il traguardo in prima posizione il valdostano Davide Chéraz davanti a due atleti francesi. Nel 2024 è stata aggiunta una ulteriore gara denominata TOR100 di circa 100 km che parte da Breuil-cervinia e arriva a Courmayeur.

## La gara

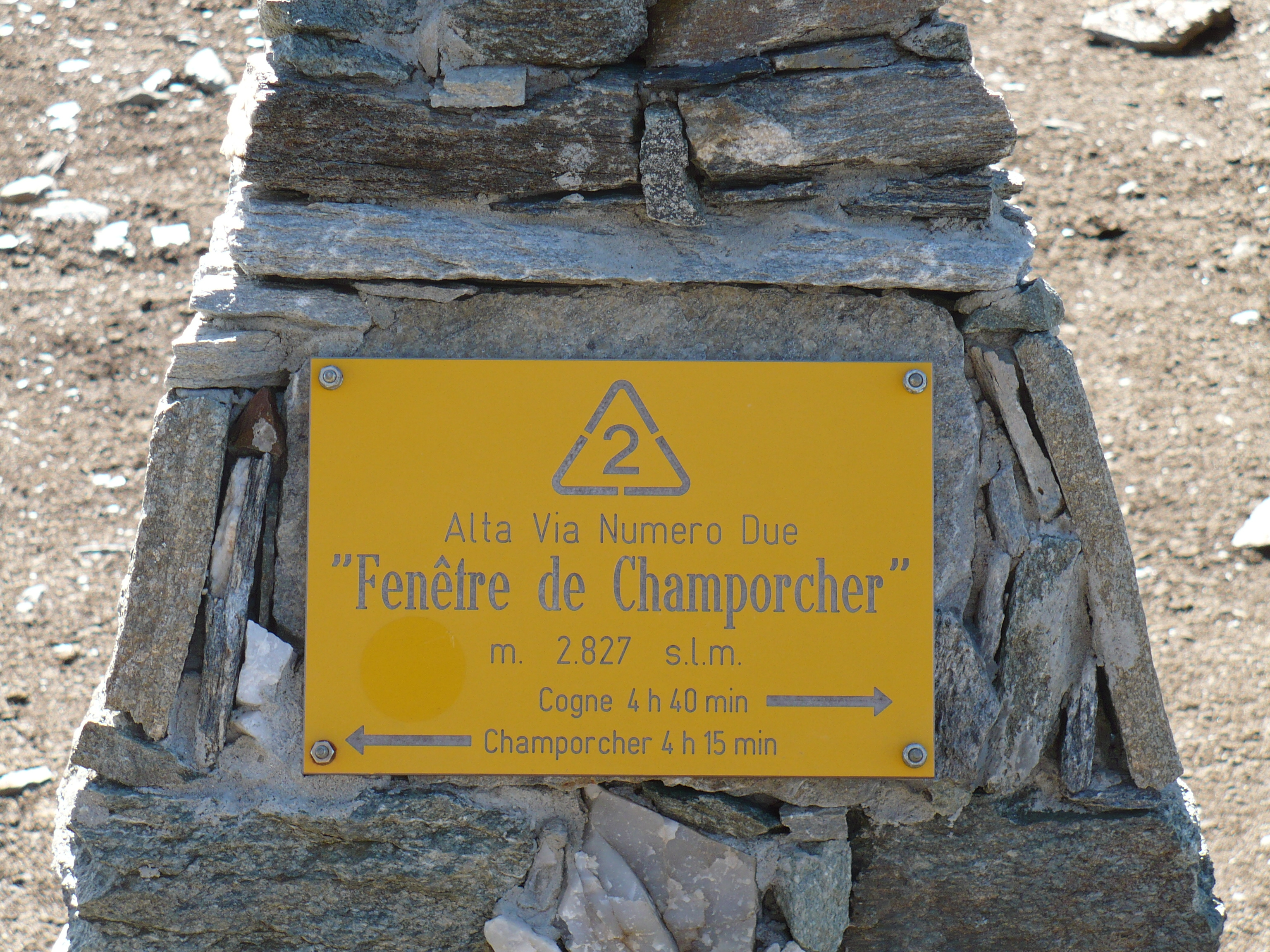

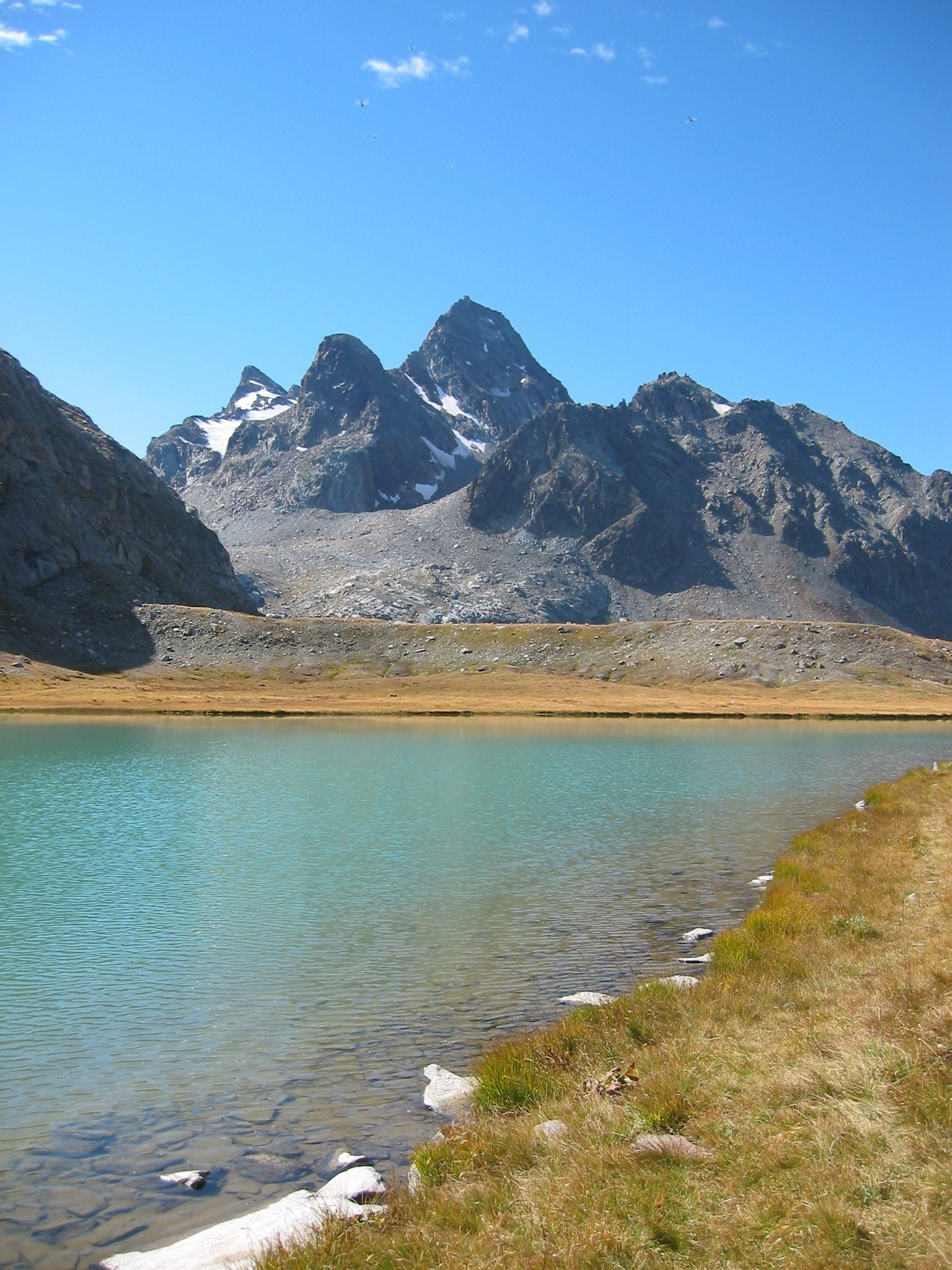

È una competizione che prevede premi per tutti i partecipanti che portino a termine il percorso. La gara, che attraversa il territorio di 34 comuni ed è considerata "il trail più duro al mondo", percorre i sentieri delle Alte vie della regione con partenza ed arrivo a Courmayeur.
La prova si svolge in una sola tappa, a velocità libera e in un tempo limite di 150 ore, in regime di semi-autosufficienza con l'atleta che deve portare con sé l'indispensabile per la sussistenza e può rifornirsi unicamente presso dei punti di assistenza prestabiliti. Il numero massimo di partecipanti per motivi di organizzazione e di sicurezza è stato fissato a 750 atleti più una cinquantina tra wildcard e giornalisti, anche se per l'edizione 2017 le richieste di partecipazione sono state 2.362. Dall'edizione 2014 sono stati introdotti i commissari di gara per evitare tagli del percorso e situazioni di pericolo.
Dall'edizione 2017 è stato introdotto un servizio di geolocalizzazione tramite GPS che mostra, per ogni corridore, sul sito ufficiale del Tor des Géants diverse informazioni: la posizione in classifica generale, la velocità media, i chilometri e il dislivello positivo percorsi. Vengono inoltre mostrati tutti i tempi di passaggio in punti predefiniti sul percorso (corrispondenti a rifugi o comuni attraversati), l'ora di entrata e quella di uscita dalle basi vita e la previsione di arrivo al punto successivo.

## Percorso
Il tracciato, un anello che misura circa 330 km per un totale di 24.000 metri di dislivello positivo, segue dapprima l'Alta via della Valle d'Aosta n. 2 in direzione della bassa Valle e fa ritorno a Courmayeur per l'Alta via della Valle d'Aosta n. 1 ripercorrendo i sentieri ai piedi di alcuni tra i più importanti 4000 delle Alpi ed attraversando il parco nazionale del Gran Paradiso e il parco regionale del Mont Avic. Il percorso attraversa 25 colli oltre i 2000 metri, 30 laghi ed è compreso tra un'altitudine di 300 metri ad una di 3300 metri. 
Lungo il percorso sono previsti più di quaranta punti di ristoro, riposo e soccorso, oltre a sette basi d'accoglienza di maggior dimensione (basi vita) che dividono il percorso in sette settori:
| Settore Numero | Nome                                 | Chilometri | Dislivello + (m) | Dislivello - (m) |
| -------------- | ------------------------------------ | ---------- | ---------------- | ---------------- |
| 1              | Courmayeur > Valgrisenche            | 48,606     | 3750             | 3295             |
| 2              | Valgrisenche > Cogne                 | 53,535     | 4137             | 4268             |
| 3              | Cogne > Donnas                       | 46,595     | 1383             | 2600             |
| 4              | Donnas > Gressoney-Saint-Jean        | 53,542     | 4384             | 3585             |
| 5              | Gressoney-Saint-Jean > Valtournenche | 36,018     | 2749             | 2676             |
| 6              | Valtournenche > Ollomont             | 44,161     | 3404             | 3534             |
| 7              | Ollomont > Courmayeur                | 49,081     | 2905             | 3104             |
| #              | Totale                               | 331,538    | 22712            | 23062            |

## Albo d'oro
| Anno | Finishers                          | Vincitore                          | Tempo                              | Secondo                            | Tempo                              | Terzo                                | Tempo                              |                                    | Vincitrice                          | Tempo                              | Seconda                            | Tempo                              | Terza                              | Tempo     |
| ---- | ---------------------------------- | ---------------------------------- | ---------------------------------- | ---------------------------------- | ---------------------------------- | ------------------------------------ | ---------------------------------- | ---------------------------------- | ----------------------------------- | ---------------------------------- | ---------------------------------- | ---------------------------------- | ---------------------------------- | --------- |
| 2010 | 179                                | Ulrich Gross                       | 80:27:23                           | Salvador Calvo Redondo             | 86:47:54                           | Guillaume Millet                     | 87:17:37                           |                                    | Anne Marie Gross                    | 91:19:13                           | Julia Böttger                      | 100:03:51                          | Corinne Favre                      | 114:40:37 |
| 2011 | 300                                | Jules Henri Gabioud                | 79:58:26                           | Christophe Le Saux                 | 84:09:46                           | Pablo Criado Toca                    | 89:43:07                           |                                    | Anne Marie Gross (2)                | 91:28:21                           | Patrizia Pensa                     | 102:25:42                          | Giuliana Arrigoni                  | 102:26:05 |
| 2012 | 392                                | Óscar Pérez                        | 75:56:31                           | Grégoire Millet                    | 78:50:03                           | Christophe Le Saux                   | 80:14:14                           |                                    | Francesca Canepa                    | 85:33:56                           | Sonia Glarey                       | 96:59:54                           | Patrizia Pensa                     | 97:06:15  |
| 2013 | 383                                | Iker Carrera                       | 70:04:15                           | Óscar Pérez                        | 70:29:41                           | Franco Collé                         | 72:05:23                           |                                    | Francesca Canepa (2)                | 88:12:17                           | Nerea Martinez                     | 91:01:42                           | Emanuela Scilla Tonetti            | 94:45:59  |
| 2014 | 444                                | Franco Collé                       | 71:49:10                           | Nick Hollon                        | 76:29:38                           | Christophe Le Saux e Antoine Guillon | 79:02:29                           |                                    | Emilie Lecompte                     | 85:53:14                           | Lisa Borzani                       | 94:43:46                           | Denise Zimmermann                  | 98:27:16  |
| 2015 | 474                                | Patrick Bohar                      | 80:20:35                           | Gianluca Galeati                   | 80:44:34                           | Christophe Le Saux                   | 81:19:25                           |                                    | Denise Zimmermann                   | 79:12:35                           | Lisa Borzani                       | 80:16:53                           | Marina Plavan                      | 85:55:00  |
| 2016 | 446                                | Oliviero Bosatelli                 | 75:10:22                           | Óscar Pérez                        | 81:14:50                           | Pablo Criado Toca                    | 83:40:10                           |                                    | Lisa Borzani                        | 91:09:44                           | Stephanie Case                     | 98:15:27                           | Maria Semerjian                    | 106:29:21 |
| 2017 | 461                                | Javi Dominguez                     | 67:52:15                           | Olivero Bosatelli                  | 69:16:19                           | Andrea Macchi                        | 74:51:14                           |                                    | Lisa Borzani (2)                    | 89:40:24                           | Silvia Ainhoa Trigueros Garrote    | 97:43:06                           | Marina Plavan                      | 106:29:21 |
| 2018 | 534                                | Franco Collé (2)                   | 74:03:00                           | Galen Reynolds                     | 74:40:36                           | Peter Kienzl                         | 77:31:11                           |                                    | Silvia Ainhoa Trigueros Garrote     | 87:50:31                           | Scilla Tonetti e Jamie Aarons      | 95:54:35                           |                                    |           |
| 2019 | 565                                | Oliviero Bosatelli (2)             | 72:37:13                           | Galen Reynolds                     | 77:06:12                           | Danilo Lantermino                    | 79:09:46                           |                                    | Silvia Ainhoa Trigueros Garrote (2) | 85:23:15                           | Jocelyne Pauly                     | 94:22:02                           | Chiara Boggio                      | 96:55:05  |
| 2020 | cancellato per l'epidemia COVID-19 | cancellato per l'epidemia COVID-19 | cancellato per l'epidemia COVID-19 | cancellato per l'epidemia COVID-19 | cancellato per l'epidemia COVID-19 | cancellato per l'epidemia COVID-19   | cancellato per l'epidemia COVID-19 | cancellato per l'epidemia COVID-19 | cancellato per l'epidemia COVID-19  | cancellato per l'epidemia COVID-19 | cancellato per l'epidemia COVID-19 | cancellato per l'epidemia COVID-19 | cancellato per l'epidemia COVID-19 |           |
| 2021 | 431                                | Franco Collé (3)                   | 66:47:57                           | Jonas Russi                        | 67:03:00                           | Petter Restorp                       | 74:36:00                           |                                    | Silvia Ainhoa Trigueros Garrote (3) | 87:57:50                           | Melissa Paganelli                  | 91:35:07                           | Nicky Spinks                       | 99:16:50  |
| 2022 | 596                                | Jonas Russi                        | 70:31:36                           | Simone Corsini                     | 75:27:33                           | Andrea Macchi                        | 76:43:50                           |                                    | Sabrina Verjee                      | 80:19:38                           | Silvia Ainhoa Trigueros Garrote    | 84:58:55                           | Sandrine Béranger                  | 89:40:04  |
| 2023 | 621                                | Franco Collé (4)                   | 66:39:16 (Record)                  | Olivier Romain                     | 69:49:38                           | Galen Reynolds                       | 71:22:30                           |                                    | Emma Stuart                         | 82:21:44                           | Jocelyne Pauly                     | 84:36:21                           | Elisabetta Negra                   | 88:37:42  |
| 2024 | 529                                | François D'Haene                   | 69:08:32                           | Beñat Marmissolle                  | 73:10:18                           | Martin Perrier                       | 75:35:59                           |                                    | Katharina Hartmuth                  | 79:10:40 (Record)                  | Sabrina Verjee                     | 84:03:21                           | Claire Bannwarth                   | 85:02:47  |

1. ↑  Gara sospesa per maltempo e poi ripresa
2. 1 2 3  Tempo ricalcolato per la sospensione
3. 1 2  Gara fermata per maltempo
4. 1 2 3  Base vita Ollomont

## Impatto mediatico
La gara ha avuto una rilevante copertura mediatica sia sulle trasmissioni e sulla stampa generalista sia sui media specializzati nei settori del podismo, dell'escursionismo e dell'alpinismo. Per esempio Meridiani Montagna, una delle riviste di riferimento per gli appassionati, ha dedicato alla preparazione della gara un ampio articolo del proprio numero del maggio 2010.

## TOR 130 - Tot Dret
Nell’ambito del Tor des Géants, dall’edizione 2017, viene organizzato un trail chiamato Tot Dret. Il nome, che in patois valdostano significa “tutto dritto” (una versione è ugualmente presente in Titsch, Groadus), allude al fatto che rispetto al Tor, nel quale si può individuare un percorso di andata (l’Alta via della Valle d'Aosta n. 2) e uno di ritorno (l'Alta via della Valle d'Aosta n. 1), nel Tot Dret si percorre solo l’Alta via della Valle d'Aosta n. 1, quindi può definirsi “tutto dritto” con partenza da Gressoney-Saint-Jean e arrivo a Courmayeur. Il tracciato è lungo 140 chilometri con un dislivello positivo di 12000 metri. Lungo il percorso sono situati diversi punti ristoro (ogni 7/10 km) e una base vita ad Oyace. Come il Tor, si svolge in una sola tappa, velocità libera, in un tempo limitato pari a 44 ore, in regime di semi-autosufficienza.
A partire dall'edizione 2019, il Tot Dret diventa TOR130 - Tot Dret, gara qualificante per il Tor des Géants. A tutti i finisher dell'edizione 2017 e 2018, è permesso l'accesso diretto, senza sorteggio, all'iscrizione al Tor des Géants 2019. Lo stesso privilegio sarà riservato a 200 finisher dell'edizione 2019 per l'accesso al Tor des Géants 2020. Dal 2023 ai finisher del "Tot Dret" sono riservati 100 posti al Tor des Géants.
La prima edizione del Tot Dret si svolge nel 2017, a vincere è il valdostano Cesare Clap con il tempo di 24h 15m 11s.
Nel 2018 la gara viene vinta da Marco Mangaretto fermando il cronometro sul tempo di 24h 1m 7s. Dietro a lui salgono sul podio Ruben Bovet e Radeka Geoffrey.
Nel 2019 l’atleta Giuliano Cavallo è giunto in prima posizione al traguardo di Courmayeur stabilendo un nuovo record del percorso.
Nel 2020 la manifestazione non si svolge causa epidemia da COVID-19.
Nel 2021 la competizione viene vinta da Henri Grosjacques davanti a Christophe Tieran e Raphaël Paronuzzi.
Nel 2022 il valdostano Henri Grosjacques taglia il traguardo di Courmayeur in prima posizione stabilendo il nuovo record del percorso: 22h 06m 31s.
Nel 2023 a trionfare è l'altoatesino Daniel Jung. Il corridore firma una grande prova migliorando il record della gara e portandolo a 21h 11m 04s.
Nel 2024 si impone il lombardo Gionata Cogliati. La vittoria arriva a tempo di record, l'atleta del Team Kailas ferma il cronometro a 21h 10m 09s migliorando di circa 1 minuto il precedente record della gara.

## TOR 450 - Tor des Glaciers
Nell’ambito del Tor des Géants, dall’edizione 2019 (TORX), viene organizzato un trail chiamato Tor des Glaciers (Giro dei ghiacciai in patois valdostano). La gara è più lunga del Tor des Géants, infatti prevede circa 450 km di strada con oltre 32000 metri di dislivello, ed è aperta solo a persone che hanno finito il tor negli anni precedenti in un tempo massimo di 130 ore per un massimo di 100 concorrenti (2019). Il percorso si snoda tra le Altevie 3 e 4 della Valle d'Aosta, percorsi mai ufficializzati.
La prima edizione del 2019 è stata vinta dal varesino naturalizzato francese Luca Papi, che ha completato la gara in 134 ore e 10 minuti. Lo stesso Luca Papi si è poi confermato vincitore nel 2021, completando il percorso in 138 ore e 17 minuti insieme allo svizzero Jules Henri Gabioud.

## Galleria d'immagini

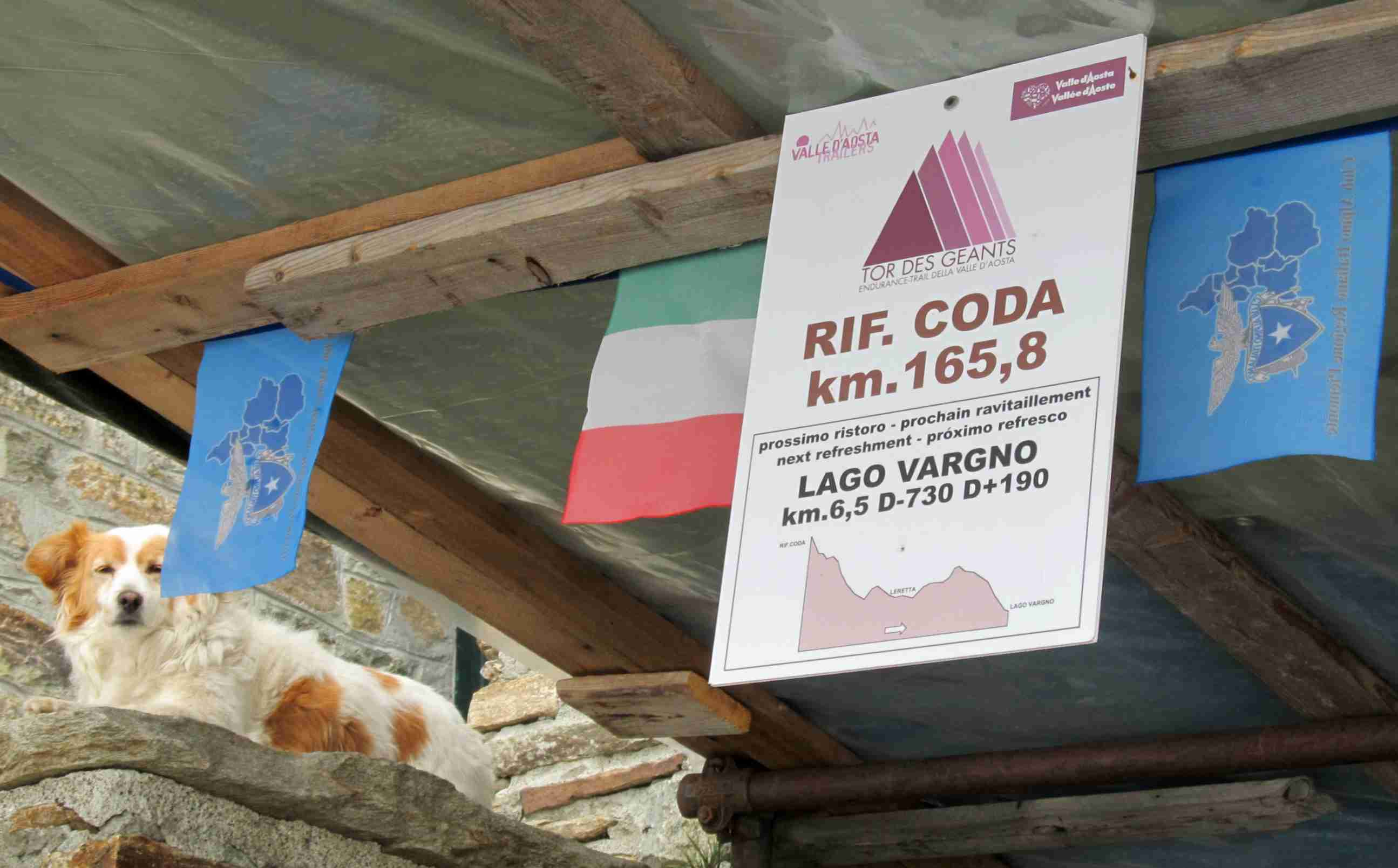
Indicazioni al rifugio Coda.
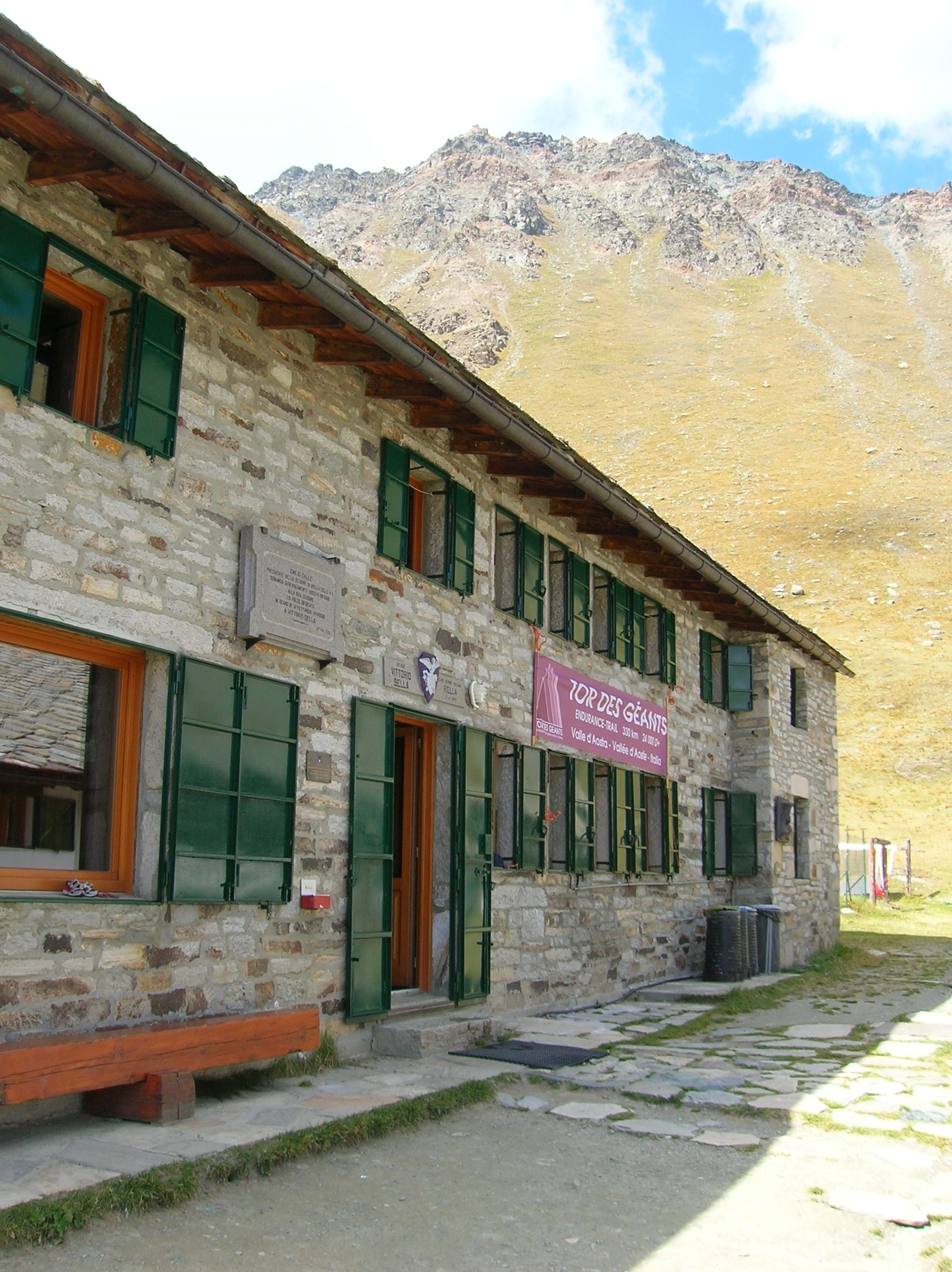
Il Tor des Géants al rifugio Vittorio Sella.
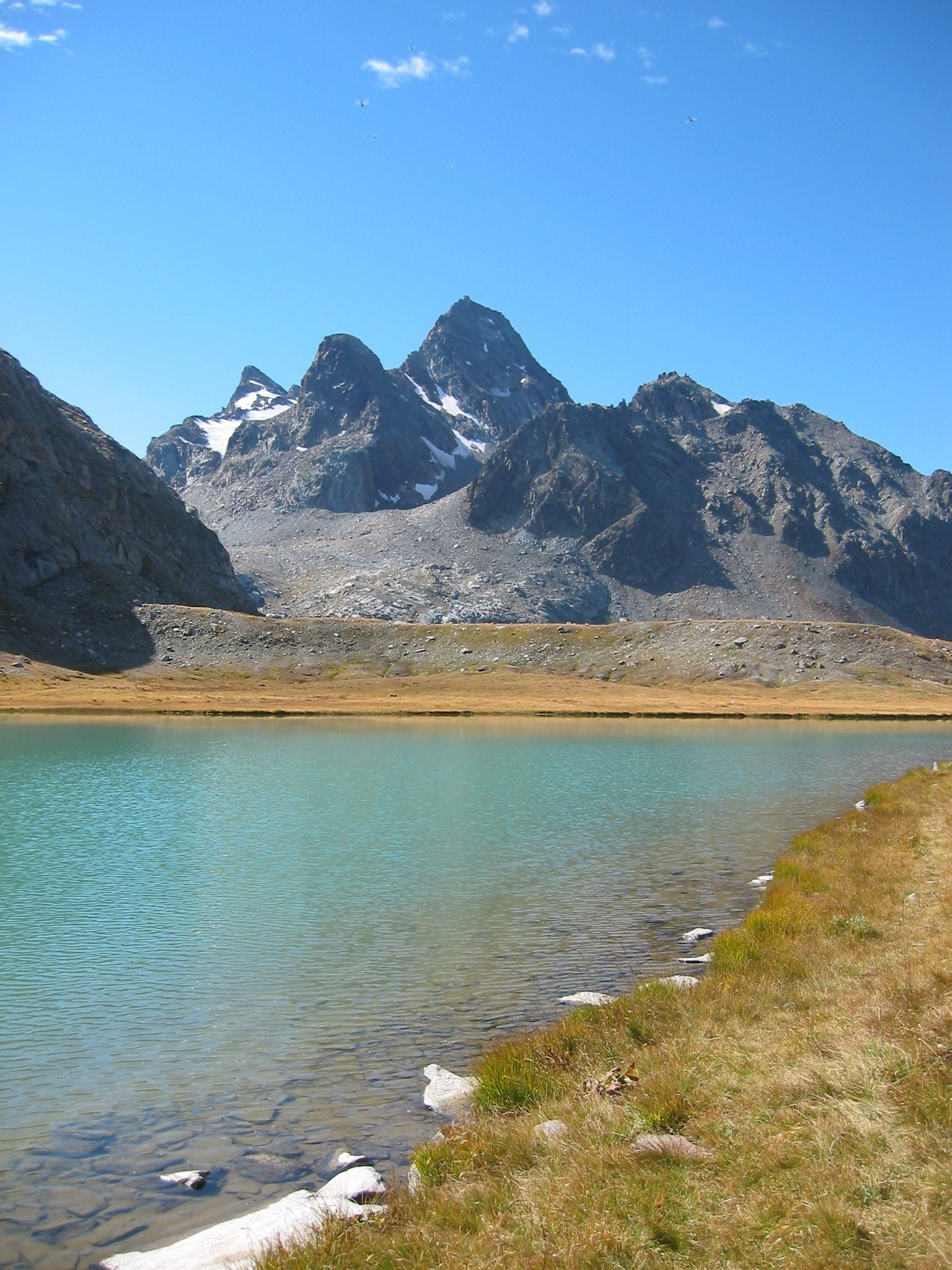
Il Grand Assaly visto dai pressi del rifugio Albert Deffeyes
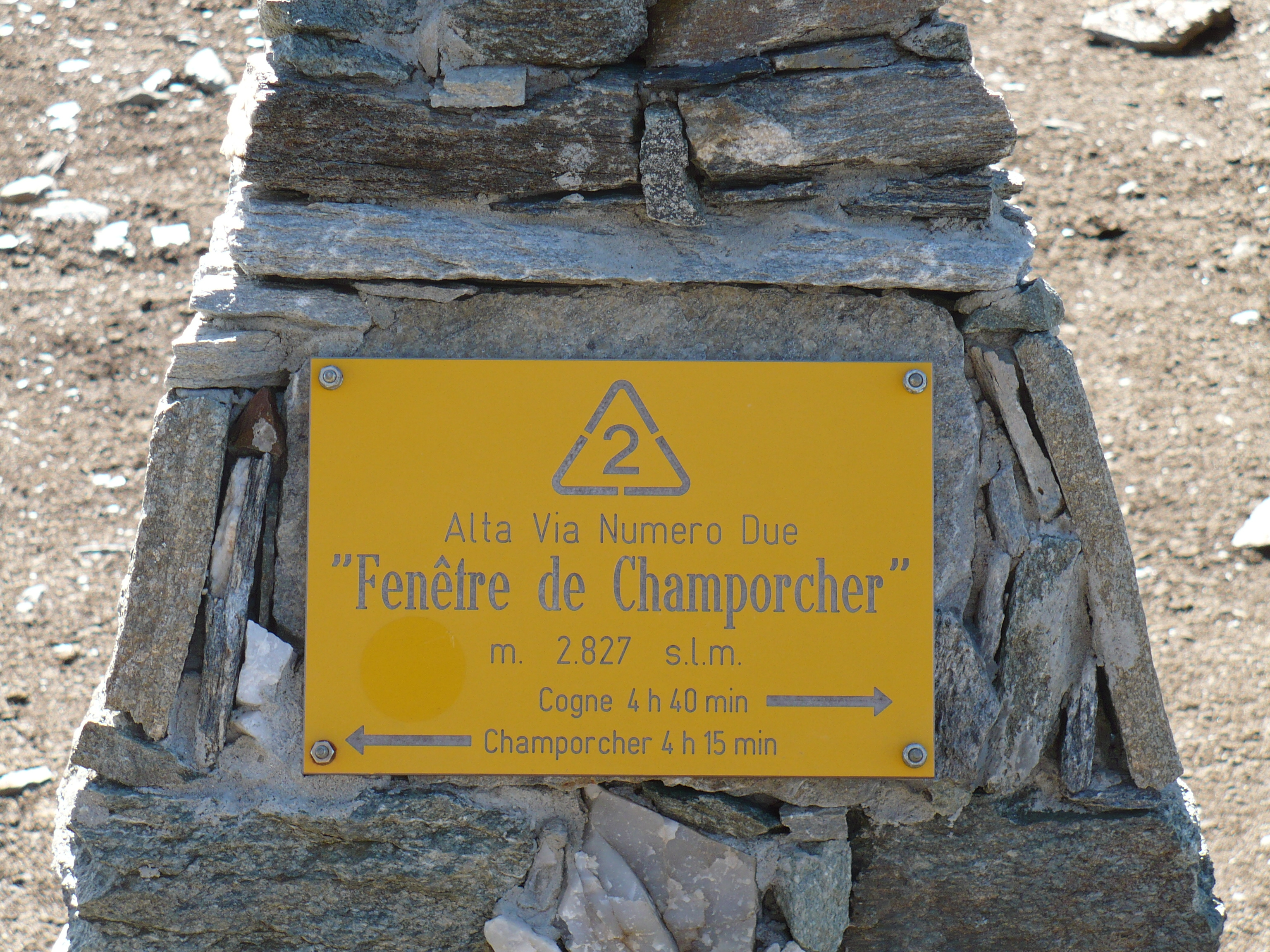
La Fenêtre de Champorcher dopo i primi 115 km.